# Stanisław Ałbiegow
Stanisław Ałbiegow (ros. Станислав Албегов; ur. 9 marca 1974) – rosyjski, a od 2000 roku tadżycki zapaśnik walczący w stylu wolnym. Ósmy na mistrzostwach świata w 1995. Złoty medalista igrzysk wojskowych w 1995. Mistrz świata juniorów w 1992. Mistrz Rosji w 1994 i 1995 roku.